# Dlouhá Stráň
Dlouhá Stráň là một làng thuộc huyện Bruntál, vùng Moravskoslezský, Cộng hòa Séc.